# Indazib'i
Inda Zib’i is een Ethiopisch stuwmeer in Inderta, een woreda (regio) van Tigray. De aarden dam werd gebouwd in 1999 door SAERT.

## Eigenschappen van de dam
- Hoogte: 12,34 meter
- Lengte: 277 meter
- Breedte van de overloop: 2 meter

## Capaciteit
- Oorspronkelijke capaciteit: 182 593 m³
- Ruimte voor sedimentopslag: 20 000 m³
- Oppervlakte: 4,05 hectare

## Irrigatie
- Gepland irrigatiegebied: 13 hectare
- Effectief irrigatiegebied in 2002: 0 hectare

## Omgeving
Het stroomgebied van het reservoir is 1,49 km² groot, met een omtrek van 4,77 km en een lengte van 1320 meter. Het reservoir ondergaat snelle sedimentafzetting.  Het gesteente in het bekken is Schiefer van Agula. Een deel van het water gaat verloren door insijpeling; een positief neveneffect hiervan is dat dit bijdraagt tot het grondwaterpeil.